# Лакофарбові матеріали

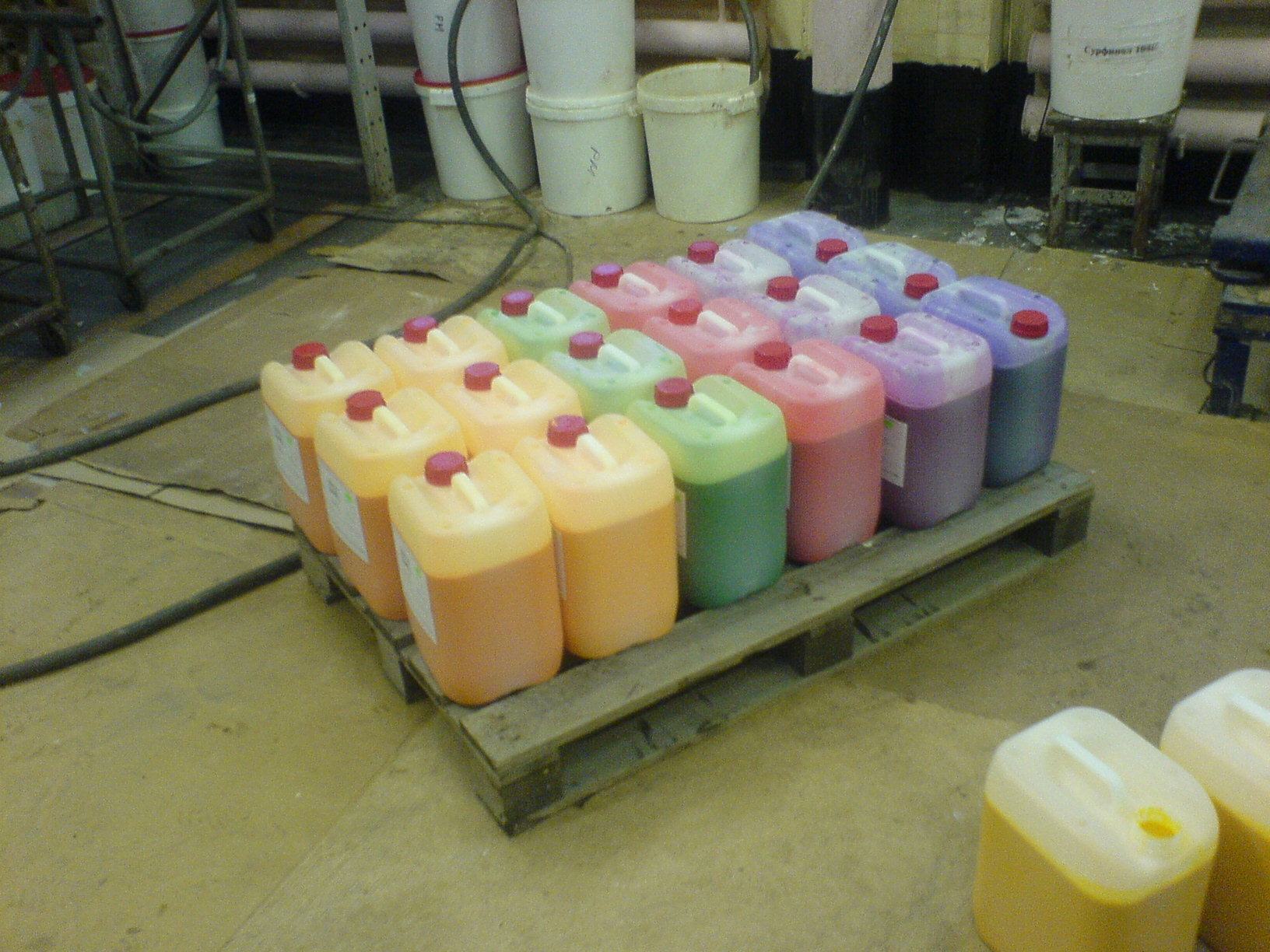

Лакофарбувальні матеріали — загальна назва лаків, фарб, шпаклівок і ґрунтовок (антикорозійних матеріалів, що їх наносять безпосередньо на поверхню виробу).

Використовують для захисту конструкцій від впливу атмосферної корозії та надання виробу товарного вигляду.

Розрізняють такі види лакофарбових матеріалів: олійні, емалеві, порошкові фарби, лаки.
Олійні фарби — суспензії, виготовлені розтиранням мінеральних або органічних пігментів в оліях, які служать
плівкоутворюючою речовиною. Пігменти надають фарбі відповідного кольору. Рослинні олії варять із добавкою пластифікаторів і сикативів. Отриману олію називають оліфою. Речовини, які застосовують для прискорення процесу твердіння плівок, називають сикативами (солі свинцю, кобальту, марганцю, цинку, кальцію та ін.). Для підвищення тривкості та стійкості шару фарби до складу додають наповнювачі (тальк, каолін).
Олієвіск — засіб на основі натуральних олії та воску, який застосовують для фінішного опорядження і водночас
захисту дерев'яних поверхонь від вологи і бруду. Віск надає поверхні шовковистості та матовості, підвищує антистатичні та водовідштовхувальні властивості, а також антисептичну дію. Олія глибоко проникає в деревину, не змінюючи її структуру, а лише підкреслюючи натуральність фактури. Окрім того, вона захищає поверхню, не закупорюючи при цьому пори деревини.

Олієвіск безколірний, однак, завдяки додаванню пігмента може злегка тонувати деревину, поліпшуючи її естетичні властивості. Засіб не містить розчинників, солей металів і формальдегіду. Надається для усіх порід деревини, а надто — ялини, сосни та бука. Матеріал призначений для дерев'яних виробів, які експлуатують всередині та назовні приміщення. Його використовують для захисту дерев'яних споруд, меблів і предметів інтер'єру, частіше — дерев'яної підлоги, терасної дошки тощо, а також захисту торців деревини від розтріскування, набрякання, потемніння.

Це спеціалізована протрава з низкою унікальних властивостей. Насамперед, завдяки натуральності компонентів, олієвоски екологічно чисті. Оскільки засіб не містить шкідливих для здоров'я речовин, він повністю гіпоалергенний. Окрім того, матеріал надійно захищає деревину не лише від вологи та бруду, а й ультрафіолетового випромінювання. Олієвоски збільшують термін експлуатації поверхні, стійкі до перепаду температур, не потребують проміжного пошарового шліфування і додаткового оздоблення іншим складником.

Реставрувати покриту олієвоском підлогу значно простіше, аніж, для прикладу, лаковану, адже достатньо додатково оновити поверхню у зношених місцях, не циклюючи її цілком. Таким чином при багаторазовому нанесенні верхній шар деревини полімеризується, зміцнюється і стає майже вологонепроникним. На відміну від ЛФМ, олієвіск не піднімає ворсу деревини. Навіть при недостатньо професійному нанесенні матеріалу на поверхню кінцевий результат буде відмінним.

Залежно від вологості та структури деревини, теоретична продуктивність при однократному нанесенні становить 10–12 м2 з 1 л олієвоску. При високому проникненні в деревину — близько 8 м2. При температурі 20 °C в'язкість матеріалу становить 20–25 с за віскозиметром, а щільність — 0,92–0,98 г/см³. Засіб виготовляють у жерстяній банці об'ємом 1 л або в поліетиленовій упаковці об'ємом 10, 30 і 200 л.
Емалеві фарби — це розчини лаків в органічних розчинниках із добавкою пігментів. Подібно лакам емалі дають
блискучі плівки і можуть утворювати теплостійкі і корозійностійкі покриття. Емалеві фарби дешевше лаків. Залежно від зв'язуючої речовини розрізняють такі види емалевих фарб: олійні (на олійних лаках), гліфталеві (на гліфталевих лаках) і нітроемалі (на нітроцелюлозних лаках) Нітроемалі — це матеріали, що швидко висихають та тверднуть вже через кілька хвилин після нанесення на поверхню. Їх недоліки — легка займистість, невисокі теплостійкість і стійкість до дії ультрафіолетових променів.
Порошкові фарби — це тверді порошкоподібні композиції на основі епоксидних, поліефірних та інших смол, які
використовують для отримання захисних та декоративних покриттів. Переваги порошкових фарб перед іншими видами лакофарбових матеріалів: стабільність властивостей, екологічна безпека, мала трудомісткість при нанесенні. Такі фарби наносять електростатичним напиленням та сушать при 180—200 °С протягом 20-30 хв.
Лаки — це розчини природних або синтетичних смол у різних розчинниках. За типом розчинників розрізняють спиртові і олійні лаки. Перші являють собою розчин смоли в спирті (КФ-274, МФ-15, ГФ-13, МА-22), другі — в оліфі (БТ-100, БТ-99, БТ-177 та ін.)

Переваги лаків порівняно з фарбами полягають в утворенні блискучіших поверхонь та прискоренні процесу сушіння. Плівки лаків, виготовлених на основі штучних смол, витримують високі температури, вплив лугів і кислот. Недолік багатьох лаків — слабка адгезія до металів, крихкість захисної плівки.

Нанесення лакофарбових матеріалів включає підготовчі операції — фарбування та сушіння. Безпосередньо перед фарбуванням наноситься ґрунтувальний шар (15-20 мкм) для поліпшення зчеплення фарби з металевою поверхнею.

Найпоширеніший спосіб нанесення захисних покриттів — це фарбування розпиленням, яке здійснюється через
сопло пістолета з використанням стиснутого повітря (3-5 атм.). Цей спосіб є продуктивним і використовується для виробів будь-яких габаритів. Після фарбування виріб піддається природному або штучному сушінню.

Рамні конструкції та корпуси різних машин фарбують пентафталевими ПФ-133, алкідно-акриловими АС-182 та етрифталевими ЗТ-199 емалями. При фарбуванні кабін, крил і лицьових частин машин та агрегатів застосовують нітроемалі НЦ різних марок. Деталі, що зазнають дію високих температур (блоки двигунів, головки, колектори та ін.), покривають лаками з добавками алюмінієвої пудри.